# Třída Alfonso XII
Třída Alfonso XII byla lodní třída nechráněných křižníků španělského námořnictva. Celkem byly postaveny tři jednotky této třídy. Španělské námořnictvo je provozovalo v letech 1890–1900. Křižníky Reina Cristina a Reina Mercedes byly roku 1898 potopeny ve španělsko-americké válce. Křižník Reina Mercedes byl vyzvednut a zařazen do amerického námořnictva jako plovoucí kasárna USS Reina Mercedes. Vyřazen byl roku 1957. Poslední křižník Alfonso XII byl španělským námořnictvem roku 1900 vyřazen jako zastaralý.

## Stavba
Celkem byly postaveny tři jednotky této třídy. Byly určeny pro službu v koloniích. Postavily je španělské loděnice Arsenal del Ferrol a Arsenal de Cartagena. Do služby byly přijaty v letech 1890–1892.
Jednotky třídy Alfonso XII:
| Jméno          | Loděnice             | Založení kýlu | Spuštěn        | Vstup do služby  | Osud |
| -------------- | -------------------- | ------------- | -------------- | ---------------- | --- |
| Alfonso XII    | Arsenal del Ferrol   | 1881          | 21. srpna 1887 | 6. července 1891 | Vyřazen 1900. |
| Reina Cristina | Arsenal del Ferrol   | 1881          | 2. května 1886 | 19. dubna 1890   | Dne 1. května 1898 potopen v bitvě v Manilské zátoce. |
| Reina Mercedes | Arsenal de Cartagena | 1881          | 12. září 1887  | 1892             | Dne 4. července 1898 u Santiago de Cuba potopen vlastní posádkou. O den dříve byly hlavní španělské síly zničeny v bitvě u Santiaga de Cuba. Američany vyzvednut a přestavěn na plovoucí kasárna USS Reina Mercedes. Vyřazen a sešrotován 1957. |

## Konstrukce

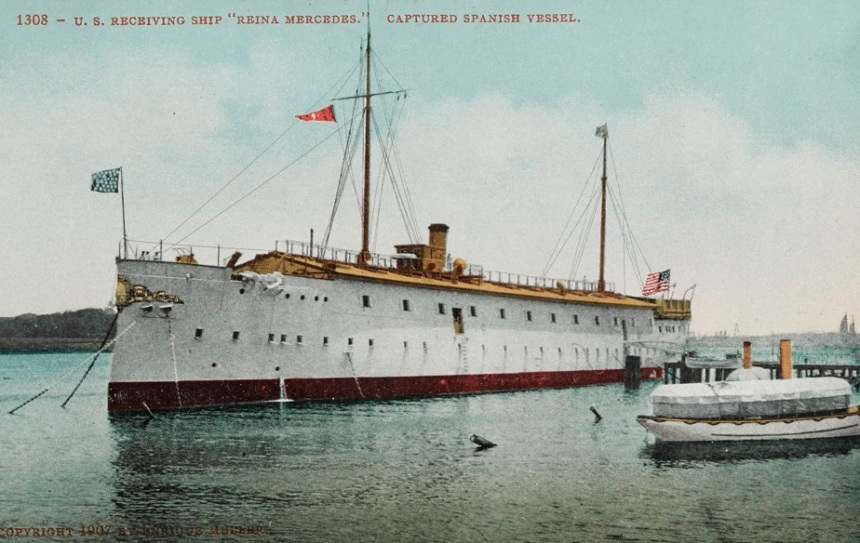
USS Reina Mercedes v roce 1907 jako plovoucí kasárna

Křižníky měly ocelový trup, ale nebyly pancéřovány. Jejich trup byl rozdělen do dvanácti vodotěsných oddílů. Hlavní výzbroj představovalo šest 160mm/35 kanónů Hontoria M1883, osm 57mm/40 kanónů Hotchkiss, šest pětihlavňových kanónů Hotchkiss a pět 356mm torpédometů. Torpédomety byly pevné. Dva se nacházely na přídi, jeden na zádi a po jednom na bocích trupu. Pohonný systém tvořily cylindrické kotle a jeden parní stroj o výkonu 4400 hp, roztáčející jeden lodní šroub. Neseno bylo 500 tun uhlí. Nejvyšší rychlost dosahovala 17 uzlů.

## Služba

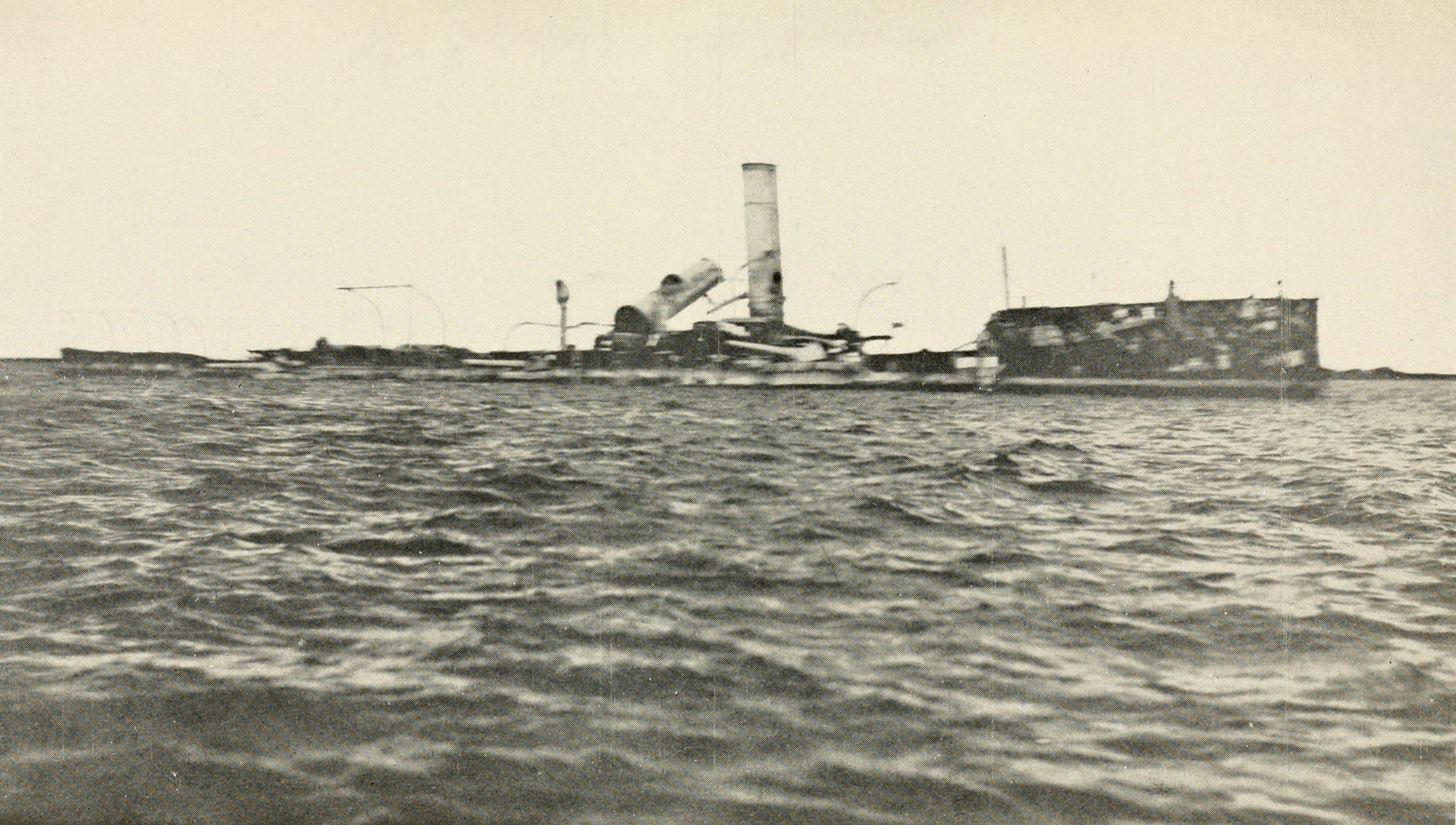
Potopený křižník Reina Cristina

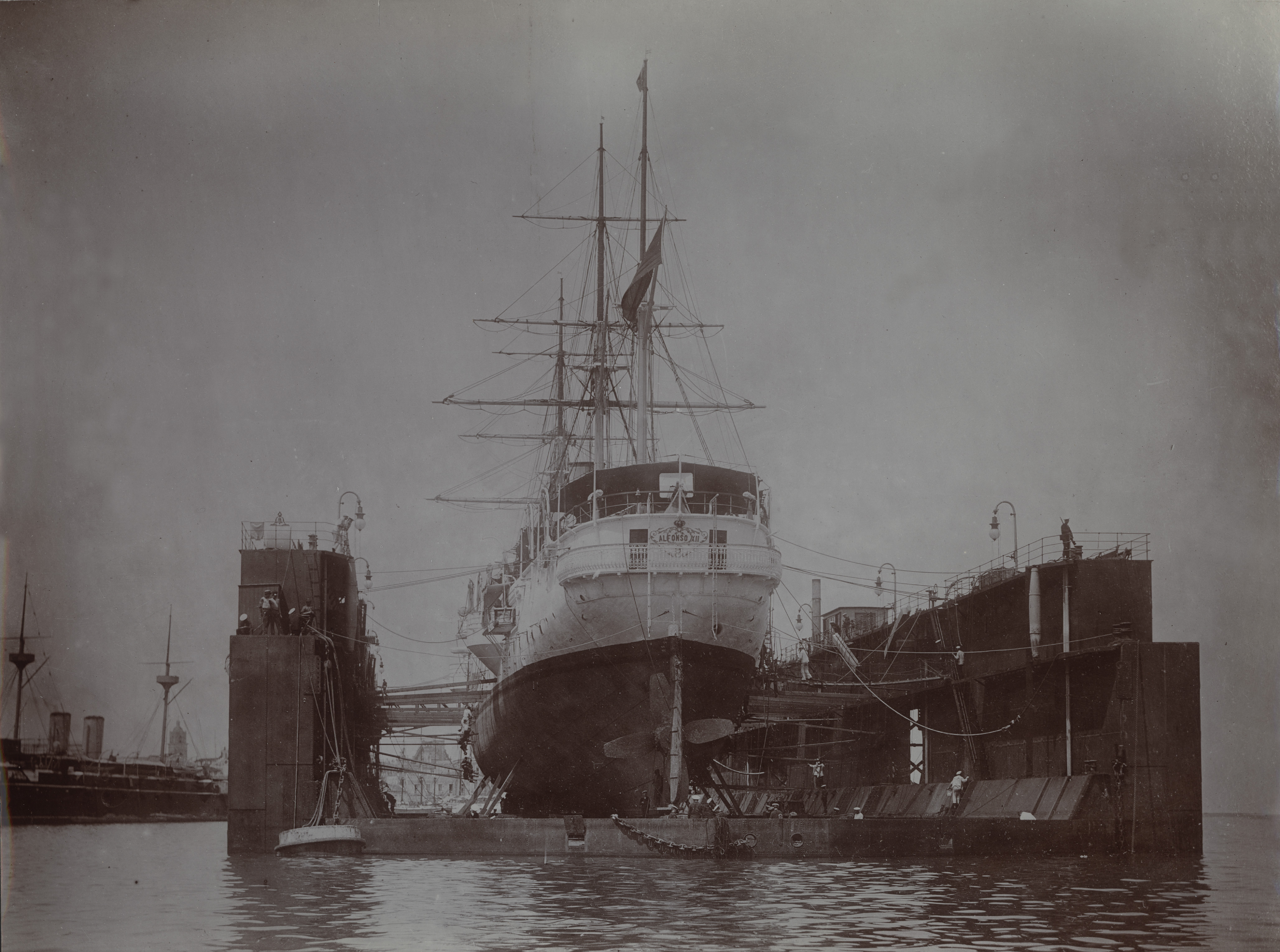
Křižník Alfonso XII v plovoucím doku v Havaně

Křižníky se roku 1898 účastnily Španělsko-americké války. Křižník Reina Cristina byl vlajkovou lodí španělské tichomořské eskadry pod velením kontradmirála Patricia Montoja. Zároveň byl jediným plavbyschopným křižníkem své třídy, neboť jeho sesterské lodě sužovaly problémy s pohonným systémem. Dne 1. května 1898 byl potopen v bitvě v Manilské zátoce, první námořní bitvě této války.
Křižník Reina Mercedes byl vlajkovou lodí španělské eskadry v Karibiku. Kvůli potížím s pohonem válku strávil v přístavu. Den po španělské porážce v bitvě u Santiaga de Cuba byl záměrně potopen na přístupu do přístavu Santiago de Cuba. Američané jej roku 1899 vyzvedli a v loděnici Portsmouth Navy Yard přestavěli na hulk (Non-self Propelled Receiving Ship). Do služby byl přijat v květnu 1905 jako USS Reina Mercedes. Nejprve byl využíván pro ubytování nových rekrutů v Newportu a od roku 1912 jako plovoucí kasárna pro Námořní akademii Spojených států amerických Annapolisu. V roce 1920 dostal trupové číslo (IX-25). Roku 1957 byl vyřazen a sešrotován.
Prototypový křižník Alfonso XII byl za španělsko-americké v Karibiku. Od roku 1887 však nebyl plavbyschopný kvůli problémům s pohonným systémem. Válu strávil v přístavu, přičemž jeho výzbroj byla použita pro pobřežní baterie. Válku přečkal, ale roku 1900 byl vyřazen jako zastaralý.